# Runnels County
Runnels County är ett administrativt område i delstaten Texas, USA, med 10 501 invånare (2010). Den administrativa huvudorten (county seat) är Ballinger. 

## Geografi
Enligt United States Census Bureau så har countyt en total area på 2 738 km². 2 722 km² av den arean är land och 16 km² är vatten.  

### Angränsande countyn
- Taylor County - norr
- Coleman County - öster
- Concho County - söder
- Tom Green County - sydväst
- Coke County - väster
- Nolan County - nordväst

### Städer och orter
- Ballinger
- Miles
- Rowena
- Winters